# كيم أندرسون (دراجة)
كيم أندرسون (بالإنجليزية: Kimberly Anderson)‏ هي دراجة أمريكية، ولدت في 28 يناير 1968 في كيلبورن في الولايات المتحدة.

## وصلات خارجية
- كيمبرلي أندرسون على موقع الاتحاد الدولي للدراجات (الإنجليزية)
- كيمبرلي أندرسون على موقع أرشيف الدراجات (الإنجليزية)
- كيمبرلي أندرسون على موقع إحصائيات الدراجات الإحترافية (الإنجليزية)
- كيمبرلي أندرسون على موقع نسبة الدراجات (الإنجليزية)